# Левин, Илья Израилевич
Илья Израилевич Левин (22 октября 1962 года) — учёный в области суперкомпьютеров и параллельных вычислений, лауреат Премии Правительства Российской Федерации в области науки и техники (2008), лауреат премии имени А. А. Расплетина (2009), лауреат Государственной премии Российской Федерации в области науки и технологий (2019), лауреат Премии Правительства Российской Федерации в области образования (2022). Директор, главный конструктор Научно-исследовательского центра супер-ЭВМ и нейрокомпьютеров, доктор технических наук, профессор.

## Биография
Родился 22 октября 1962 года.
В 1984 году окончил Таганрогский радиотехнический институт по специальности «Конструирование и производство электронно-вычислительной аппаратуры».
Тогда же начал работать в Научно-исследовательском институте многопроцессорных вычислительных систем Таганрогского радиотехнического института (сейчас это — НИИ многопроцессорных вычислительных систем имени академика А. В. Каляева Южного федерального университета), пройдя карьерный путь от инженера до заместителя директора по науке.
В 1992 году — защита кандидатской диссертации, тема: «Многопроцессорные системы со структурно-процедурной организацией вычислений для решения задач математической физики».
В 2004 году — защита докторской диссертации, тема: «Методы и программно-аппаратные средства параллельных структурно-процедурных вычислений».
С 2006 по 2016 годы — заместитель директора по науке Научно-исследовательского института многопроцессорных вычислительных систем Южного федерального университета.
По совместительству является заведующим кафедрой интеллектуальных и многопроцессорных систем ИКТИБ ЮФУ (кафедра ИМС ИКТИБ ЮФУ) (базовая кафедра НИЦ СЭ и НК), осуществляет руководство аспирантами по специальности 05.13.11 — Математическое и программное обеспечение вычислительных машин, комплексов и компьютерных сетей.
С 2007 года по настоящее время — директор и главный конструктор Научно-исследовательского центра супер-ЭВМ и нейрокомпьютеров (НИЦ СЭ и НК)
Область научных интересов: многопроцессорные вычислительные системы и их программное обеспечение, языки программирования.
Руководитель ряда НИР и главный конструктор опытно-конструкторских работ.
Создатель ряда высокопроизводительных вычислительных комплексов.
Всего 463 публикации, из которых 150 статей опубликованы в ведущих рецензируемых научных журналах, входящих в Перечень ВАК РФ, 40 свидетельств об официальной регистрации программы для ЭВМ, 11 патентов на изобретение.

## Избранные публикации
- Каляев А. В., Левин И. И. Модульно-наращиваемые многопроцессорные системы со структурно-процедурной организацией вычислений. — Москва: Изд-во «Янус-К», 2003. 380 с. ISBN 5-8037-0120-3.
- Левин И. И., Омаров О. М. Анализ вычислительных процессов и структур на основе CF-сетей. — Махачкала: ДНЦ РАН, 2006. — 253 с. ISBN 5-297-00959-6.
- Каляев И. А., Левин И. И., Семерников Е. А., Шмойлов В. И. Реконфигурируемые мультиконвейерные вычислительные структуры — Ростов н/Д: Изд-во ЮНЦ РАН, 2008. — 320 с. ISBN 978-5-902982-32-6.
- Абрамов Е. С., …Каляев И. А., Левин И. И. [и др.]. Информационно-телекоммуникационные и компьютерные технологии, устройства и системы: состояние и перспективы развития в Южном федеральном университете — Ростов н/Д: Изд-во ЮФУ, 2010. — 520 с. Тир. 100 экз. ISBN 978-5-9275-0664-4.
- Kalyaev I. А., Levin I. I., Semernikov E. A., Shmoilov V. I. Reconfigurable Multipipeline Computing Structures. — Published by Nova Science Pu-blishers, Inc. (New York, USA). 2012. 345 p. ISBN 978-1-61942-854-6.
- Абрамов Е. С., … Крукиер Л. А., Каляев И. А., Левин И. И. [и др.]. Научно-образовательные центры Южного федерального университета в области информационных и телекоммуникационных технологий, устройств и систем: результаты научных исследований в 2010—2011 годах — Ростов н/Д: Изд-во Южного федерального университета, 2012. — 420 с. ISBN 978-5-9275-0944-7.
- Гузик В. Ф., Каляев И. А., Левин И. И. Реконфигурируемые вычислительные системы — Ростов н/Д: Изд-во Южного федерального университета, 2016. — 472 с. ISBN 978-5-9275-1918-7.
- Гузик В. Ф., Левин И. И., Сафронов О. О. Представление параллелизма в программах для многопроцессорной системы с программируемой архитектурой.// Известия Вузов. Северо-кавказский регион. Технические науки, 1996, N 2, с. 4-15.
- Каляев А. В., Левин И. И., Фомин С. Ю. Об оценке эффективности решения задач математической физики на многопроцессорных системах// Электронное моделирование, 1989,N6, с.11-15.
- Каляев И. А., Левин И. И. Реконфигурируемые вычислительные системы на основе ПЛИС — Ростов н/Д: Изд-во ЮНЦ РАН, 2022. — 475 с. ISBN 978-5-4358-0232-0.
- Левин И.И., Дордопуло А.И. Реконфигурируемые вычислительные системы. Ресурсонезависимое программирование — Ростов н/Д:  Изд-во Южного федерального университета, 2025.  — 380 с.

## Награды
- Премия Правительства Российской Федерации 2008 года в области науки и техники (в составе группы ученых, 10 марта 2009) — за создание и внедрение высокопроизводительных вычислительных систем с реконфигурируемой архитектурой
- Премия имени А. А. Расплетина (совместно с И. А. Каляевым, Е. А. Семерниковым, за 2009 год) — за цикл работ «Теоретические и практические основы создания реконфигурируемых мультиконвейерных вычислительных структур для цифровой обработки сигналов и изображений в радиотехнических системах автоматизированного управления»
- Медаль ордена «За заслуги перед Отечеством» II степени (2012) — за большие заслуги в развитии науки и многолетнюю плодотворную деятельность
- Государственная премия Российской Федерации (2019)
- Орден Почёта (2021) — за высокие достижения в научно-производственной деятельности
- Премия Правительства Российской Федерации в области образования (2022) — за создание учебно-научно-производственной среды многоуровневой подготовки практико-ориентированных кадров в области многопроцессорных вычислительных и управляющих систем с реконфигурируемой архитектурой для высокотехнологичных отраслей российской промышленности
- Медаль ордена «За заслуги перед Ростовской областью» (2022) — за большой вклад в социально-экономическое развитие Ростовской области